# Association Bernard-Gregory
Vous pouvez aider à l'améliorer ou bien discuter des problèmes sur sa page de discussion.
- Sa neutralité est controversée (voir la discussion). Considérez son contenu avec précaution (questions courantes). (Marqué depuis octobre 2017)

Vous pouvez aider à l'améliorer ou bien discuter des problèmes sur sa page de discussion.
- Il ne cite pas suffisamment ses sources. Vous pouvez indiquer les passages à sourcer avec {{référence nécessaire}} ou {{Référence souhaitée}}, et inclure les références utiles en les liant aux notes de bas de page. (Marqué depuis février 2013)
- Son ton est trop promotionnel ou publicitaire, voire hagiographique. Le texte doit adopter un ton neutre et encyclopédique. (Marqué depuis janvier 2023)

- Archive Wikiwix
- Bing
- Cairn
- DuckDuckGo
- E. Universalis
- Gallica
- Google
- G. Books
- G. News
- G. Scholar
- Persée
- Qwant
- (zh) Baidu
- (ru) Yandex
- (wd) trouver des œuvres sur Wikidata

Pour les articles homonymes, voir ABG.
L’association Bernard Gregory ou ABG est une association française qui affiche comme objectif de préparer et aider à la poursuite de carrière en entreprise des titulaires d'un doctorat. Elle a été fondée en 1980, et nommée d'après le physicien des particules Bernard Gregory. 

## Histoire
L’ABG est née autour du concept de formation par la recherche cher à Bernard Gregory alors qu'en 1977, il dirigeait la Délégation générale à la recherche scientifique et technique (DGRST),. Celui-ci mit sur pied un groupe de travail sur la poursuite de carrière des jeunes scientifiques. 
En juin 1980, l’ABG fut créée[réf. non conforme], et nommée d'après son nom. Fondée sous l'égide de quatre ministères (éducation, études supérieures, industrie et travail)[réf. à confirmer] et plus précisément « la mission de la recherche du ministère des universités, la délégation à l'innovation et la technologie du ministère de l'industrie, le secrétariat général à la formation professionnelle et la délégation générale à la recherche scientifique et technique »[réf. à confirmer], tous représentés dans un conseil de 16 membres dont François Furet (de l'EHESS)[réf. à confirmer], elle regroupe les 32 Bourses de l'emploi qui s'étaient constituées dans diverses institutions[réf. à confirmer] et les systématise. 
Fin 2010, l’Association Bernard Gregory fait évoluer son rôle dans le contexte du vote de la loi relative aux libertés et responsabilités des universités, qui vient renforcer la mission d’insertion professionnelle des universités auprès de leurs étudiants, y compris des doctorants, qui peuvent être en insertion professionnelle. Elle devient Intelli'agence.